# 長谷川淳
長谷川 淳（はせがわ あつし、1972年7月28日 - ）は、日本のベーシスト。愛称は「あっちゃん」。神奈川県出身。血液型はA型。

## 来歴
高校生の頃にベースを始め、高校卒業後は音楽学校（専門学校ESPミュージカルアカデミー）に入学。在学中にHR/HMバンド、デッド・チャップリンのオーディションに受かる。
1994年、X JAPANToshlのソロ活動をサポート。
1995年、藤村幸宏の紹介によりプログレッシブ・ロックバンドGERARDに加入。
1996年にフランス盤（1997年に日本盤）「The Pendulum」が発売され、このアルバムが自身が初めて参加したメジャーアルバムとなる。
2002年、MR. BIGが来日した際のプロモーションのサポートを務める。また、同年アメリカで行われた「The North East Art Rock Festival(NEARfest)」にGERARDとして参加。
2007年以降、Joe Lynn Turunerの日本公演では、GERARDとして梶山章と共にバックバンドを担当。
Sound Horizonの主宰であるRevoの作品には、2006年に「霜月はるか†Revo」名義で発売された「霧の向こうに繋がる世界」（Sound Horizon名義では「少年は剣を…」）よりレコーディングに参加。その後もRevoのプロジェクトにはコンサートなどにサポートメンバーとして参加している。
2013年、Sound Horizonの別名義であるLinked Horizonのサポートメンバーとして第64回NHK紅白歌合戦に出場。自身はこれが初の出場となる。

## 人物
- デビュー当時は音楽スタジオに炊飯器を持ち込み、自炊しながら泊まり込みでベースの練習をしていた。
- 指弾きの奏者であり、学生時代スティーヴ・ハリスに影響を受けていた為、ピック弾きは苦手だという。
- 中学時代は陸上部に所属しており、その当時住んでいた市で一番脚が速く、県大会まで出場した事がある。
- Sound Horizon「Roman 〜僕達が繋がる物語〜」のコンサートツアー中に肺炎を患っていたが、点滴を打ちながら全公演に出演した。その後肺炎を完治させるが、この事からメンバーには不死鳥と呼ばれた。
- 自然や動物、天体観測などが好きで、過去には犬や猫、亀などを飼っていた。亀には「カメトス」と名付け長年可愛がっていたが、2014年水槽の掃除をしている間に脱走。「今年一番の残念な思い出」として、『薄桜鬼＆AMNESIAコンサート2014in ZEPP TOKYO』のパンフレット内でコメントしている。
- GERARDのドラマー藤本健一とは専門学校時代からの友人であり、現在もサポート活動やレコーディングなどで共演する事が多い。

## 使用機材
- ESP AMAZE-CTM
- ESP AMAZE-SL5
- Stuart Spector Design NS-4
- Musicman Stingray5
- Warwick Thumb Bass（フレットレス）
- Godin Electric Acoustic
- TDC BASS DI
- TDC BASS DRIVE
- GALLIEN-KRUEGER 800-RB

## 参加グループ
- デッド・チャップリン
- GERARD
- GOLDBRICK

## サポート
- Sound Horizon
- Linked Horizon
- 桜庭統
- 霜月はるか
- 石渡太輔
- Toshl
- Joe Lynn Turner
- MR. BIG
- 松本梨香
- 和田光司
- ARS NOVA
- JYONGRI
- DOG STAR
- 梶原隆治
- 大野靖之
- 宮崎羽衣
- TEAM Entertainment
- BOYS AND MEN
- 内田真礼（神崎蘭子）
- 宇都宮隆
- 足立祐二
- 美樹克彦
- 山根康広